# Divjakë
Divjakë là một đô thị trong quận Lushnjë thuộc hạt Fier, Albania. Dân số năm 2005 là 10987 người.